# Ivar Kaasik
Ivar Kaasik (* 12. April 1965 in Kuressaare, Estnische SSR) ist ein estnischer Künstler.

## Leben
Kaasik studierte von 1983 bis 1987 an der Estnischen Kunstakademie Architektur. 1989/90 wechselte er an die Hochschule für Kunst und Design Halle und erhielt 1992 sein Diplom.
1996 gelang es ihm, einer der 30 Preisträger des renommierten De Beers The Diamonds-International Awards 1996 („Schmuck-Oscar“) zu werden. Er reichte für den Wettbewerb eine plastisch gearbeitete Brosche in Gelb- und Weißgold mit 393 Diamanten in Baguette- und Brillantschliff von 14,50 Carat ein.
Kaasik malt photorealistische Bilder, als Motive wählt er häufig  Pop-Ikonen.  Durch Verwischung, unscharfe Konturen und blasse, pastellfarbene Tönung  werden die dargestellten Personen verfremdet, die Bilder wirken befremdlich, kühl und distanziert.

## Ausstellungen (Auswahl)
- 2006: Gallery Tallinn Art Hall
- 2003: SchwarzRotGold Galerie artlonga, Berlin
- 1996: Europa-Center, Berlin
- 1990: Burg Giebichenstein, Halle